# Großtabarz
Großtabarz war die bis zur Vereinigung der beiden Ortsteile Kleintabarz und Großtabarz zur Gemeinde Tabarz, jetzt Bad Tabarz, die amtliche Bezeichnung für den östlichen historischen Ortskern von Tabarz. Großtabarz befindet sich etwa einen Kilometer östlich der historischen Ortslage von Cabarz. Die geographische Höhe des Ortes beträgt 400 m ü. NN. 1925 wurden die Gemeinden Klein- und Großtabarz zur Gemeinde Tabarz zusammengeschlossen. Cabarz wurde 1946 nach Tabarz eingemeindet.
Die Lagebeschreibung und ausführliche Ortsgeschichte wurde im Hauptartikel Bad Tabarz dargestellt.